# 班德拉是我們的父親，烏克蘭是我們的母親
班德拉是我們的父親，烏克蘭是我們的母親（羅馬化：Batko nash — Bandera, Ukraina — maty!）為烏克蘭的愛國歌曲，歌詞為描述戰鬥中受重傷的烏克蘭反抗軍戰士與在旁的母親。

## 背景
這首歌曲提到的斯特潘·班德拉是一極具爭議的烏克蘭民族主義者，為右翼民族主義組織烏克蘭民族主義者組織的重要人物，他曾與納粹德國合作，在第二次世界大戰期間先後與蘇聯、納粹德國和波蘭對抗。

## 演唱
2019年3月有一群教士演唱這首歌曲並獲媒體報導；2020年1月22日，教士合唱團Pentarchy在班傑拉出生的故居演唱了這首歌曲；2021年1月1日紀念班傑拉112歲誕辰的活動中，有來自伊万诺-弗兰科夫斯克的烏克蘭正教會教士合唱了本曲。
2021年秋季有一群利維夫的學生在課堂上演唱本曲，並將影片上傳至抖音，引起烏克蘭社交媒體上演唱本曲的快閃風潮，並受到媒體大篇幅報導。